# 梅西大学
梅西大学（英語：Massey University）是位于新西兰北帕默斯顿的公立大学，在惠灵顿和奥克兰设有分校区。大学成立于1927年，其名称来自于新西兰前总理威廉·弗格森·梅西。
梅西大学在商学、兽医、农学、工程、航空和艺术等学术研究方面頗为出色，根据2021年英国泰晤士报对世界大学排名的评定中，梅西大学以综合学术研究水平位居世界800強之内。
同时，梅西大学飞行学院也是新西兰国内唯一提供飞行专业，争端仲裁和兽医学的大学院校。其兽医学学位，已经被美国兽医学会所承认，因此梅西大学的兽医学位不仅在纽西兰国内被认可，同时也在美国，澳大利亚，加拿大和英国以及全世界绝大多数国家所认可及承认。这项荣誉在纽西兰国内也是唯一的。

## 历史
1926年，新西兰农业学院作为新西兰大学的第六所学院成立于横跨玛纳瓦图河的新西兰城市北帕Turitea。由惠灵顿维多利亚大学和奥克兰大学的农业学院组成。
1927年，新西兰农业学院更名为梅西农业学院，以纪念于1925年逝世的新西兰前总理威廉·弗格森·梅西在土地改革中的贡献。梅西农学院于1927年2月1日举行了第一次会议，并于6月购买了靠近现今Turitea的Batchelar的土地。1928年3月20日，梅西农业学院在O. J. Hawkin的主持下正式成立。
1961年，由于新西兰大学的解散，梅西农业学院变更为梅西学院，成为了惠灵顿维多利亚大学的一部分。1960年，惠灵顿维多利亚大学在北帕成立了分部用于教授远程教育。1963年，惠灵顿维多利亚大学北帕校区与梅西学院合并成立了玛纳瓦图梅西大学学院，同年9月25日，根据1963年梅西大学法案，梅西大学学院成为独立的大学，并于1966年更名为梅西大学至今。

## 学院

### 商学院
- 会计学院（包括商业法）
- 飞行学院
- 管理教育
- 商业系
- 新闻传播和市场营销系
- 经济学与金融学系
- 管理学系
- 管理与国际贸易系

### 创新艺术学院
- 设计学院
- 美术学院
- 视觉与材料文化学院
- 新西兰音乐学校（与惠灵顿维多利亚大学合办）

### 教育学院
成立于1996年后，与北帕默斯顿教育学院合并

### 人文与社会科学学院 (Te Kura Pūkenga Tangata)
- 英语和媒体研究学院（北帕默斯顿，惠灵顿，远程教育）
- 卫生科学学院（所有校区）
- 历史，哲学和经典学院（北帕默斯顿，远程教育）
- 语言研究学院（北帕默斯顿，惠灵顿，远程教育）
- 毛利研究学院（北帕默斯顿，惠灵顿，远程教育）
- 人类，环境与规划学院（北帕默斯顿，远程教育）
- 心理学学院（所有校区）
- 社会和文化研究学院（奥克兰）
- 社会学，社会政策和社会工作学院（北帕默斯顿，惠灵顿，远程教育）
- 国防研究中心（北帕默斯顿，远程教育）

### 理学院
- 食品，营养和人类健康研究所（IFNHH）
- 基础科学研究所(IFS)
- 信息与数学科学学院 (IIMS) （页面存档备份，存于） 毛利语：Te Kura Pūtaio Mōhiohio me Pāngarau，位于奥克兰
- 分子生物研究所（北帕默斯顿）
- 自然科学学院（奥克兰）
- 自然资源研究所（INR）
- 兽医，动物和生物医学科学研究所（IVABS）
- 工程和高级技术学院（SEAT）

## 著名校友
- Phil Lamason—新西兰皇家空军中队长，第二次世界大战在布痕瓦尔德集中营Buchenwald concentration camp , 与德国空军展开殊死对话，使156名被囚空军安全转移幸免于难.
- Wyatt Creech—新西兰副总理.
- Nandi Glassie—新西兰内阁大臣，下院议员.
- Richard Worth—新西兰内政部部长.
- Luamanuvao Winnie Laban—新西兰太平洋岛屿公共事务部部长.
- Paula Bennett—新西兰社会发展就业部部长.
- Steven Joyce—新西兰经济部部长.
- Steve Maharey—新西兰科研技术部部长.
- Robyn Parker—新西兰环境部部长.
- Nicholas Pole—新西兰ERO办公室CE&CRO
- Pete Hodgson—新西兰第36届卫生部部长.
- Tony Ryall—新西兰第38届卫生部部长.
- 丽莎·卡林顿—2012伦敦奥运会，K-1 200公尺静水轻艇冠军.
- 哈米什·邦德—2012伦敦奥运会，男子双人单桨划冠军.
- Graham Henry—新西兰橄榄球国家队-全黑队All Blacks总教练.
- Kay Cohen—服装设计师，Pleasure State 品牌创始人.
- 迪克·哈伯德—奥克兰市市长，Hubbard Foods创始人.
- Simon Moutter -- 新西兰电信总裁.
- Craig Norgate—蒙特雷公司总裁Fonterra ，新西兰注册会计师协会行政长官.
- Robert Holmes à Court—贝尔集团Bell Resources创始人，亿万富翁.
- Ashraf Choudhary—农业工程学家，国家党成员，下院议员.
- Stuart McCutcheon—奥克兰大学副校长，梅西大学常务副校长.
- Alan Stewart (educator)—梅西大学副校长.
- Dick Scott (historian)—历史学家，新西兰总理文学贡献奖PrimeMinister's Award for Literary Achievement  获得者 .
- Gareth Morgan (economist)—经济学家.
- Ingrid Visser (researcher)—鲸鱼学家.

## 梅西大学学生社团联合会(MUSAF)
梅西大学学生社团联合会是代表梅西大学学生的团体，MUSAF目前有三名学生代表在梅西大学校委会。

### 组成成员
- 梅西大学学生会(MUSA)
- 毛利学生会(Manawatahi)
- Albany学生会(ASA)
- 梅西大学中国学生联合会（MUACSA）
- Albany毛利学生会(Te Waka o Ngā Ākonga Māori)
- 梅西大学惠灵顿学生会(MAWSA)
- 梅西大学函授学生会(EXMSS)

## 外部連結
- 梅西大学网站 （页面存档备份，存于）
- 梅西大学华人学生会网站